# Marmerkat
De marmerkat (Pardofelis marmorata) is een katachtig dier (familie Felidae), dat voorkomt van Nepal tot de bossen van Borneo en Sumatra. Het geslacht behoort tot de onderfamilie van de "kleine katten" (Felinae).

## Beschrijving
De marmerkat is ongeveer even groot als een gedomesticeerde kat. De lichaamslengte varieert tussen de 45 tot 62 cm. De staart, die dikker is dan die van de huiskat, varieert in lengte tussen de 35 en 55 cm. Het gewicht ligt tussen de 2 en  5 kg. Deze kat heeft een dikke, zachte vacht met een variabele grondkleur: donker grijsbruin of geelachtig grijs tot roodbruin. Op de kop zijn donkere vlekken die in de nek vervloeien tot evenwijdige strepen en verder doorlopen over de rug en flanken. Deze strepen worden onderbroken door lichte vlekken waardoor een patroon ontstaat van lichte vlekken met weer donkere randen. Hij lijkt daardoor op de veel grotere nevelpanter die ook zo'n vacht heeft. Van onder, op de poten en op de staart bevindt zich een patroon van donkere vlekken.
Behalve deze uiterlijke overeenkomst met de nevelpanter, valt ook op dat hij een brede voetafdruk heeft en betrekkelijk grote hoektanden. Daardoor lijkt het sterk op soorten uit de onderfamilie van de "grote katten" zoals panters en tijgers.
De prooien van de marmerkat zijn vooral kleine zoogdieren en reptielen, zoals eekhoorns en muizen.

## Verspreiding en leefgebied
De marmerkat komt voor in een groot maar zeer verbrokkeld verspreidingsgebied dat reikt van Nepal tot Indochina in het oosten en zuidelijk daarvan tot het schiereiland Malakka en de eilanden Sumatra en Borneo. Het leefgebied is vochtig, altijd groenblijvend en ongerept tropisch regenwoud. Dankzij het gebruik van cameravallen blijkt dat deze kat ook voorkomt in meer aangetast bos, maar niet in oliepalmplantages.

## Status
De marmerkat heeft dus een groot verspreidingsgebied en daardoor is de kans op uitsterven gering. De grootte van de populatie werd in 2007 geschat op minder dan 10.000 exemplaren. Nergens is een aaneengesloten populatie die groter is dan 1000 dieren. Alleen al tussen 1997 en 2007 is (weer) 10% van dit leefgebied door ontbossingen verloren gegaan. Om deze reden stond de marmerkat tussen 2002 en 2008 als kwetsbaar op de Rode Lijst van de IUCN. Dankzij het gebruik van cameravallen, bleek de kat ook voor te komen in gebieden waarvan men dit niet had verwacht. De IUCN merkt hierbij op dat het zeer waarschijnlijk niet gaat om een uitbreiding van het verspreidingsgebied, maar om betere waarnemingsmethoden. Het dier heeft daarom de status gevoelig (voor uitsterven) gekregen, maar het leefgebied krimpt verder door ontbossingen.

## Illustraties

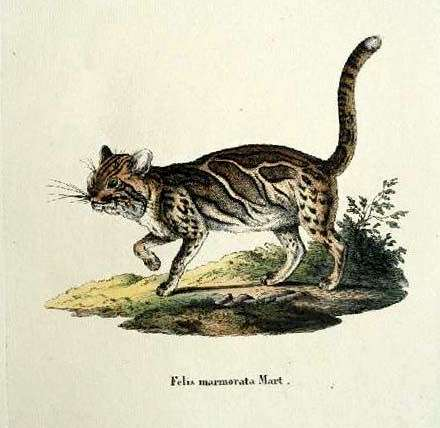
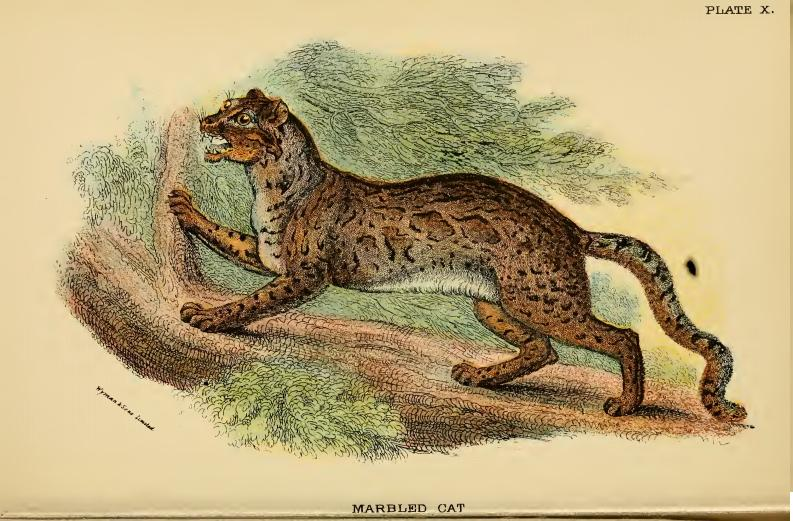
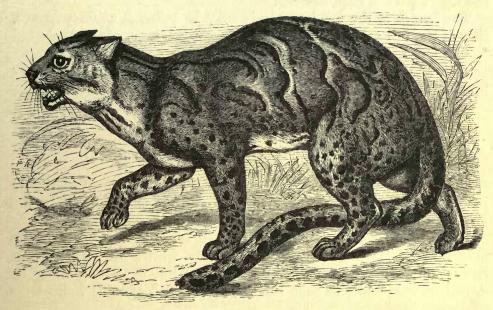
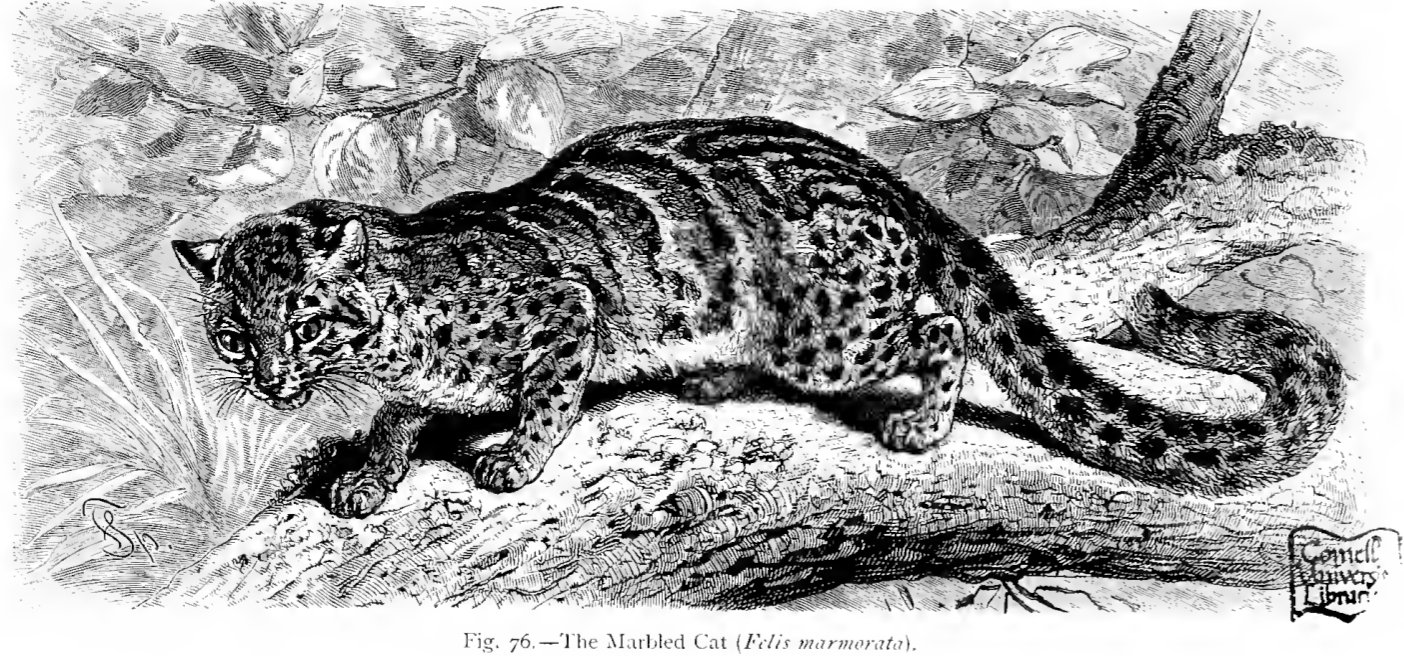